# Le Chasseur (chanson)
Singles de Michel Delpech
Le Retour de Claire
(1974) Nous n'habitons pas ensemble
(1975)
Le Chasseur, aussi titrée Le Chasseur (Les oies sauvages), est une chanson de Michel Delpech sortie en 1974 sur l'album Michel Delpech.
Elle est l'un des plus grands succès de Delpech.

## Explication du texte
Le Chasseur évoque l'histoire d'un chasseur qui part en pleine forêt chasser des oiseaux. Une fois arrivé sur le lieu de chasse, le protagoniste culpabilise quant à l'acte qu'il s'apprête à commettre. La chanson de Delpech est une ode à la nature, le chanteur français met en avant un message écologique.

## Dans la culture
- 2013 : Deux automnes trois hivers de Sébastien Betbeder (bande originale)
- 2023 : Chasse gardée

La chanson est aussi devenue un classique des "troisième mi-temps" au rugby. 

## Reprises
Dans l'album hommage à Michel Delpech J'étais un ange, la chanson est reprise par Louane.